# عملیات ژرفاب
عملیات ژرفاب (به انگلیسی: Deep Water Operation) یک رزمایش دریایی ناتو در سال ۱۹۵۷ بود که در دریای مدیترانه برگزار شد و شبیه‌سازی حفاظت از داردانل در برابر تهاجم شوروی بود. با کنترل این گلوگاه در شرایط جنگی، از ورود ناوگان دریای سیاه شوروی به دریای مدیترانه جلوگیری می‌شد.
عملیات ژرفاب بخشی از یک سری تمرین‌های نظامی ناتو بود که در پاییز ۱۹۵۷ انجام شد. این تمرین یک حمله هوایی شبیه‌سازی‌شده هسته‌ای در منطقه گالیپولی را به نمایش گذاشت که بازتاب‌دهندهٔ سیاست چتر هسته‌ای ناتو برای خنثی کردن برتری عددی اتحاد جماهیر شوروی از نیروهای زمینی در اروپا بود. عملیات ژرفاب همچنین شامل نخستین واحدهای سپاه تفنگداران دریایی ایالات متحده بود که در یک عملیات عمودی پوششی/ حمله هوایی با هلیکوپتر در طی یک استقرار فرامرزی شرکت کردند.